# فلبوس بلغاري
فلبوس بلغاري (الاسم العلمي: Phyllobius bulgaricus) هو نوع من الحشرات يتبع جنس الفلبوس من فصيلة السوسية الحقيقية.